# 1694 w literaturze
Wydarzenia literackie w 1694 roku.

## Urodzili się
- Wolter (właśc. François-Marie Arouet), francuski pisarz

## Zmarli
- Matsuo Bashō, japoński mnich i poeta